# Pan Piano
Pan Piano是由台灣YouTuber小P經營的頻道。小P是鋼琴家與Cosplayer，以Cosplay成ACGN角色並用鋼琴彈奏該作品的動畫音樂為特色，並因身材姣好而受矚目，除台灣以外，她也受到日本，歐美等地的網友支持。

## 經歷
在經營YouTube頻道之前，小P的工作是擔任鋼琴教師，鮮少在舞台上演出，於是便將影片上傳至YouTube頻道，可兼具發表作品和練琴。YouTube頻道Pan Piano在2016年7月註冊，並開始上傳演奏鋼琴的影片，影片中的小P尽量不让自己露臉，當時也未在影片中Cosplay，觀看數約在4萬至9萬次之間。但是小P在其一个早期的视频中不小心露了侧脸，此视频的播放量高于几乎所有其他的她在同一时期上传的视频。2020年4月，為紀念頻道訂閱人數超過40萬，小P在演奏影片中Cosplay成《ONE PIECE》的主角蒙其·D·魯夫，並迅速走紅。在之後的影片中，小P開始Cosplay成其演奏音樂所屬作品中的角色，包括《涼宮春日系列》的涼宮春日、《火影忍者》的漩渦鳴人、《新世紀福音戰士》的綾波零、《Final Fantasy XIII》的莎拉等，5月21日時，乘《鬼滅之刃》漫畫完結之勢，她Cosplay成該作品女主角竈門禰豆子並演奏作品改編動畫的片頭曲〈紅蓮華〉，影片一星期內便有200萬次觀看，小P表示希望能以此推廣自己喜歡的作品。除了ACGN相關音樂，小P也會演奏電影配樂或日本流行音樂，還彈奏過抬棺舞的音樂，在該支影片中，她以單手演奏，另一手抬著大同電鍋以代替棺材。
由於Pan Piano的頻道定位與另一頻道Ru味春捲相似，都是Cosplay成動畫角色並用鋼琴彈奏該動畫的音樂，所以兩者的琴藝、身材、Cosplay技術和影片觀看數、頻道訂閱數也受到比較，而兩派的支持者亦會對此爭論。例如Pan Piano在2020年5月5日上傳一支Cosplay成《Re:從零開始的異世界生活》的角色雷姆的彈琴影片，Ru味春捲在隔日也上傳Cosplay成雷姆的彈琴影片，就被形容為隔空較勁。
除台灣以外，Pan Piano也有日本、中國大陸和歐美的支持者。受到其着装带来流量的影响，中國大陸影片分享網站bilibili音乐区演奏板块的其他视频投稿者也开始相继模仿其大胆的着装。2020年5月，有網友在Bilibili投稿文章指稱Pan Piano疑似辱華，並指稱她是台獨份子，因此引发争论。9月，Pan Piano在bilibili投稿的所有视频已删除。
2022年2月，Pan Piano開設了Patreon賬號，並在Patreon發佈比YouTube更裸露的軟調色情影片。

## 獎項紀錄
| 年份   | 頒獎典禮               | 獎項           | 獲獎者        | 結果 |
| ------ | ---------------------- | -------------- | ------------- | ---- |
| 2020年 | 台灣2020年度影片排行榜 | 快速竄升創作者 | 《Pan Piano》 | 8    |

## 外部連結
- YouTube上的Pan Piano頻道
- Pan Piano的X（前Twitter）
- Pan Piano的哔哩哔哩个人空间